# Мэй, Имельда
Име́льда Мэ́ри Ха́йам (англ. Imelda Mary Higham, известная как Имельда Мэй, и до замужества Имельда Клэбби; р. 10 июля 1974, Дублин, Ирландия) — ирландская певица и музыкант. Начала свою карьеру в 16 лет и выпустила дебютный альбом в 2005 году. Также играет на боуране.

## Биография
Имельда Хайам родилась 10 июля 1974 года в Дублине, Ирландия. Была младшей из пяти детей в семье. На вопросы о музыкальных вкусах в детстве, она отвечала: «Мой брат был фанатом Элвиса Пресли, и однажды в его комнате я нашла кассету с записями Элвиса, Эдди Кокрана и Джина Винсента. Эта музыка была потрясающей!».
В девять лет Имельда влюбилась в рокабилли и блюз, подпевая Элвису, Элмору Джеймсу, а затем и Билли Холидей. После года обучения в художественной школе Имельда решила, что лучше будет зарабатывать на жизнь пением. В возрасте четырнадцати лет через местных друзей Мэй записала песню в рекламе рыбных палочек Findus. Настоящая карьера Имельды началась в шестнадцать лет, когда она начала концертировать в клубах Дублина. Девушка стала петь в свинг-группе Blue Harlem. «Мне давали советы лучшие музыканты Дублина. Один из них сказал — „У тебя потрясающий голос, но ты должна сделать его грубее, шероховатее“». Примерно в это же время на концерте отец сказал Имельде: «Твоё сердце разбито? Отлично. Теперь ты можешь петь блюз». Этот момент рассматривается самой певицей как поворотный в жизни, с тех пор её голос стал более глубоким и насыщенным.

## Личная жизнь
Была замужем за известным исполнителем рокабилли, виртуозным гитаристом и участником её группы Дэррелом Хайамом, который оказал на Имельду большое влияние своим творчеством. Пара поженилась в 1998 году. В феврале 2012 года было объявлено о беременности певицы, а 23 августа 2012 года Имельда Мэй родила дочь, Вайолет Кэтлин Хайам.
Мэй и Хайам объявили о разводе 17 июля 2015 года, и Хайам также решил покинуть группу, чтобы сосредоточиться на сольной карьере.
Имельда Мэй — вегетарианка.

## Дискография
Imelda Clabby
- 2003 — No Turning Back

В составе Blue Harlem
- 2005 — Talk to Me
- 2011 — Jump Jack Jump (архивные записи)

Imelda May
- 2005 — No Turning Back
- 2008 — Love Tatoo (# 1 IRL, # 58 UK)
- 2010 — Mayhem (# 1 IRL, # 7 UK)
- 2014 — Tribal
- 2017 — Life Love Flesh Blood
- 2021 — 11 Past the Hour

## Участники группы
- Имельда Мэй — вокал, боуран
- Эл Гэр — контрабас, бас-гитара
- Стив Раштон — барабанная установка
- Дэррел Хайам — гитара
- Дэйв Прайзмен — труба, перкуссия, флюгельгорн, гитара